# Хансен, Миккель
Миккель Хансен (дат. Mikkel Hansen; род. 22 октября 1987 года, Хельсингёр) — датский гандболист, левый полусредний. Олимпийский чемпион 2016 и 2024 годов, чемпион мира 2019, 2021 и 2023 годов, чемпион Европы 2012 года. Самый ценный игрок Олимпийских игр 2016 года, самый ценный игрок чемпионатов мира 2013, 2019 и 2021 годов, лучший бомбардир чемпионатов мира 2011 и 2019 годов, лучший левый полусредний чемпионата мира 2021. Один из сильнейших гандболистов мира на протяжении 2010-х годов и начала 2020-х.

## Карьера

### Клубная

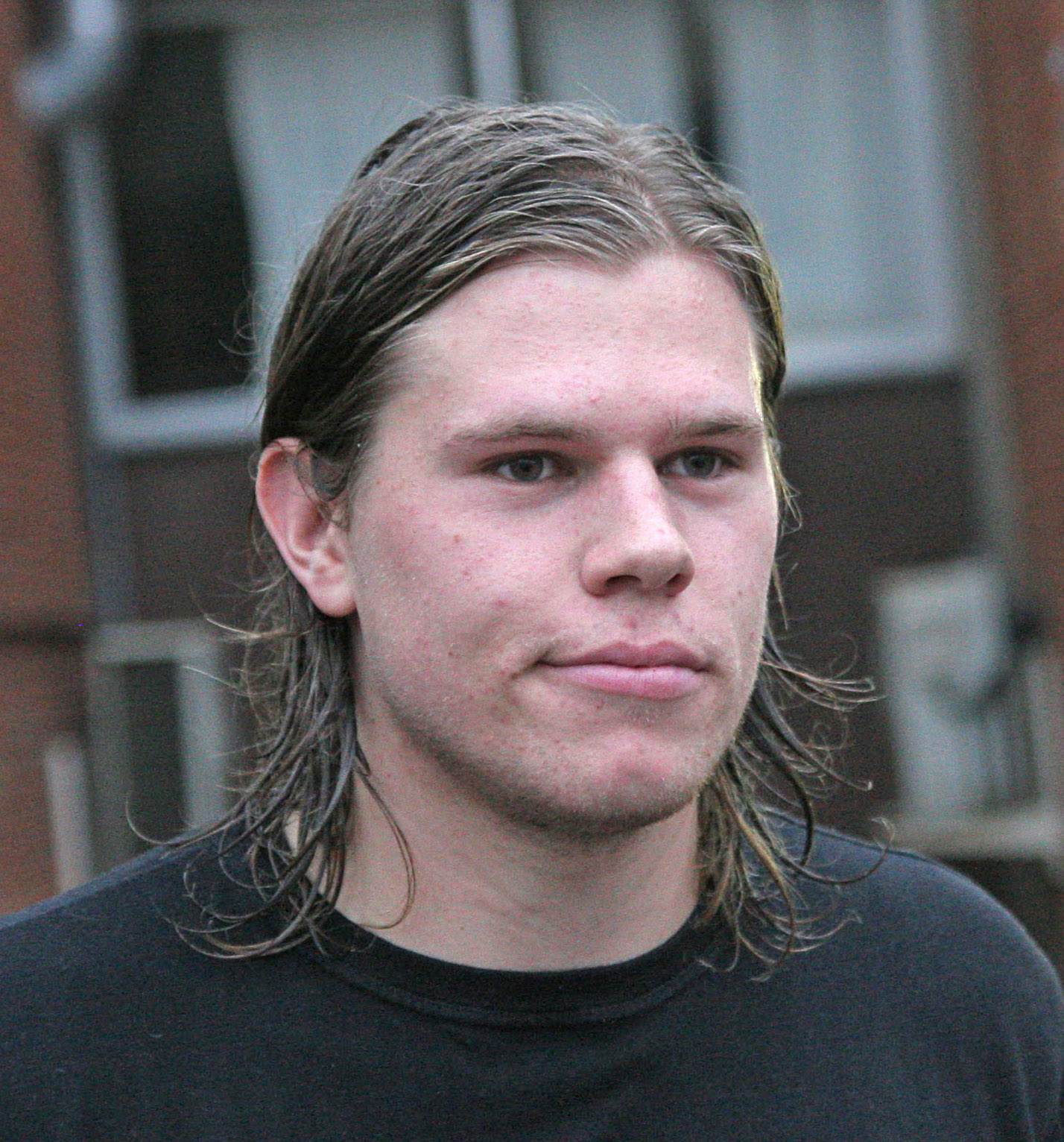
Хансен в 2008 году

Миккель Хансен в 2008 году заключил контракт с «Барселоной». В «Барселоне» Хансен провёл 2 сезона. В 2010 году Хансен возвращается в Данию, где подписывает контракт с клубом «Копенгаген». После двух сезонов в «Копенгагене», Хансен заключает контракт с «Пари Сен-Жерменом». По итогам сезона 2015/16 чемпионата Франции Хансен стал лучшим игроком лиги и попал в символическую сборную чемпионата 2015/16 на позиции левый полусредний.
В начале 2021 года стало известно, что в 2022 году Хансен покинет «Пари Сен-Жермен» и перейдёт в датский «Ольборг».
Первый матч за «Ольборг» Хансен провёл 3 сентября 2022 года в чемпионате Дании. 15 сентября 2022 года Хансен стал 4-м гандболистом в истории, забросившим 1000 мячей в матчах Лиги чемпионов ЕГФ. Ранее этот рубеж покорялся Николе Карабатичу, Тимуру Дибирову и Кирилу Лазарову.

### В сборной
С 2007 года Миккель Хансен выступает за сборную Дании; сыграл 231 матч и забил 1190 мячей. Занимает второе место в истории сборной Дании по забитым мячам, уступая только Ларсу Кристиансену (1503). По сыгранным матчам Хансен входит в десятку лидеров в истории сборной. Вошёл в символическую сборную на позиции левый полусредний по итогам олимпийского турнира 2016 года. Хансен признан самым ценным игроком олимпийского турнира 2016 по гандболу.

## Титулы
- Олимпийский чемпион: 2016
- Победитель чемпионата Франции: 2013, 2015, 2016, 2017, 2018, 2019, 2020, 2021, 2022
- Обладатель кубка Франции: 2014, 2015, 2018, 2021, 2022
- Игрок года по версии ИИХФ (мужчины): 2011[6], 2015[7]
- MVP турнира Олимпийских игр: 2016
- MVP чемпионата Франции: 2016
- MVP чемпионата мира: 2013, 2019[8], 2021
- Лучший бомбардир чемпионата мира: 2011, 2019[9]
- Лучший бомбардир чемпионата Франции: 2015, 2016
- Лучший бомбардир Лиги чемпионов ЕГФ: 2012, 2016
- Лучший левый полусредний Чемпионата Европы: 2012, 2014, 2018, 2022

## Статистика
| Сезон        | Клуб            | Лига              | Матчи | Голы | 7-метр | Голы |
| ------------ | --------------- | ----------------- | ----- | ---- | ------ | ---- |
| 2012/13      | Пари Сен-Жермен | Чемпионат Франции | 20    | 103  | 0      | 103  |
| 2013/14      | Пари Сен-Жермен | Чемпионат Франции | 22    | 103  | 1      | 102  |
| 2014/15      | Пари Сен-Жермен | Чемпионат Франции | 26    | 203  | 67     | 136  |
| 2015/16      | Пари Сен-Жермен | Чемпионат Франции | 25    | 228  | 111    | 117  |
| 2016/17      | Пари Сен-Жермен | Чемпионат Франции | 26    | 104  | 21     | 83   |
| 2017/18      | Пари Сен-Жермен | Чемпионат Франции | 23    | 127  | 64     | 63   |
| 2018/19      | Пари Сен-Жермен | Чемпионат Франции | 13    | 74   | 17     | 57   |
| 2013-по н.в. | Итого           | Чемпионат Франции | 155   | 942  | 271    | 671  |